# Lissoclinum caulleryi
Lissoclinum caulleryi är en sjöpungsart som först beskrevs av Friedrich Ritter och William Forsyth 1917.  Lissoclinum caulleryi ingår i släktet Lissoclinum och familjen Didemnidae. Inga underarter finns listade i Catalogue of Life.